# Sciomyzidae
Sciomyzidae es una familia de moscas (Brachycera) del orden Diptera.
Aquí Huttoninidae, Phaeomyiidae y Tetanoceridae están incluidas provisionalmente en Sciomyzidae.
Son de distribución mundial, pero están pobremente representaddas en Australia y Oceanía.

## Descripción
Son moscas pequeñas o medianas (2–14 mm), generalmente delgadas, de color predominantemente grisáceo, castaño, rojizo o amarillento, raramente son negras lustrosas. Las alas son transparentes, a menudo con manchas oscuras o con diseño reticulado. La cabeza es semiesférica o redonda. Las antenas son generalmente alargadas y la arista es pubescente o tienen pelos cortos o largos. Los ocelos y setas ocelares están presentes (excepto en Sepedon).

## Biología
Son comunes a lo largo de arroyos o charcos y en regiones de marismas, Los adultos se alimentan de néctar o rocío de miel. Las larvas parasitan o depredan caracoles y babosas. La mayoría de las larvas son acuáticas, pero se conocen algunas terrestres. 

## Identificación
- Shtakel'berg, A.A. Family Sciomyzidae en  Bei-Bienko, G. Ya, 1988 Keys to the insects of the European Part of the USSR Volume 5 (Diptera) Part 2 English edition. Claves de especies paleárticas, pero necesita revisión.
- Séguy, E. (1934) Diptères: Brachycères. II. Muscidae acalypterae, Scatophagidae. Paris: Éditions Faune de France 28. virtuelle numérique

## Géneros seleccionados
Subfamilia Sciomyzinae (posiblemente polifelética)
- Tribu Sciomyzini

- Apteromicra Papp, 2004
- Atrichomelina Cresson, 1920
- Calliscia Steyskal, 1975
- Colobaea Zetterstedt, 1837
- Ditaeniella Sack, 1939
- Neuzina Marinoni & Knutson, 2004
- Oidematops Cresson, 1920
- Parectinocera Becker, 1919
- Pherbellia Robineau-Desvoidy, 1830
- Pseudomelina Malloch, 1933
- Psacadina Enderlein, 1939
- Pteromicra Lioy, 1864
- Sciomyza Fallén, 1820
- Tetanura Fallén, 1820

- Tribu Tetanocerini

- Anticheta Haliday, 1838
- Chasmacryptum Becker, 1907
- Coremacera Róndani, 1856
- Dichetophora Róndani, 1868
- Dictya Meigen, 1803
- Dictyacium Steyskal, 1956
- Dictyodes Malloch, 1933
- Ectinocera Zetterstedt, 1838
- Elgiva Meigen, 1838
- Ethiolimnia Verbeke, 1950
- Eulimnia Tonnoir & Malloch, 1928
- Euthycera Latreille, 1829
- Euthycerina Malloch, 1933
- Eutrichomelina Steyskal, in Steyskal & Knutson, 1975
- Guatemalia Steyskal, 1960
- Hedria Steyskal, 1954
- Hoplodictya Cresson, 1920
- Hydromya Robineau-Desvoidy, 1830
- Ilione Haliday in Curtis, 1837
- Limnia Robineau-Desvoidy, 1830
- "Neodictya" Elberg, 1965
- Neolimnia Tonnoir & Malloch, 1928
- Oligolimnia Mayer, 1953
- Perilimnia Becker, 1919
- Pherbecta Steyskal, 1956
- Pherbina Robineau-Desvoidy, 1830
- Poecilographa Melander, 1913
- Protodictya Malloch, 1933
- Psacadina Enderlein, 1939
- Renocera Hendel, 1900
- Sepedomerus Steyskal, 1973
- Sepedon Latreille, 1804
- Sepedonea Steyskal, 1973
- Sepedonella Verbeke, 1950
- Sepedoninus Verbeke, 1950
- Shannonia Malloch, 1933
- Steyskalina Knutson, 1999
- Tetanocera Duméril, 1800
- Tetanoceroides Malloch, 1933
- Tetanoptera Verbeke, 1950
- Teutoniomyia Hennig, 1952
- Thecomyia Perty, 1833
- Trypetolimnia Mayer, 1953
- Trypetoptera Hendel, 1900
- Verbekaria Knutson, 1968

Subfamilia Huttonininae (tentativo)
- Huttonina Tonnoir & Malloch, 1928[12][13]
- Prosochaeta Malloch, 1935

Subfamilia Phaeomyiinae (tentativo)
- Akebono Sueyoshi, 2009
- Pelidnoptera Róndani, 1856
- † Prophaeomyia Hennig, 1965

Subfamilia Salticellinae (a veces incluida en Sciomyzinae)
- † Prosalticella Hennig, 1965(fósil)
- Salticella Robineau-Desvoidy, 1830

## Listas de especies
- Palaeárctico occidental, incluyendo Rusia
- Australasia/Oceanía
- Neárctico Archivado el 24 de febrero de 2021 en Wayback Machine.
- Japón Archivado el 27 de mayo de 2019 en Wayback Machine.
- World list